# Roger De Win

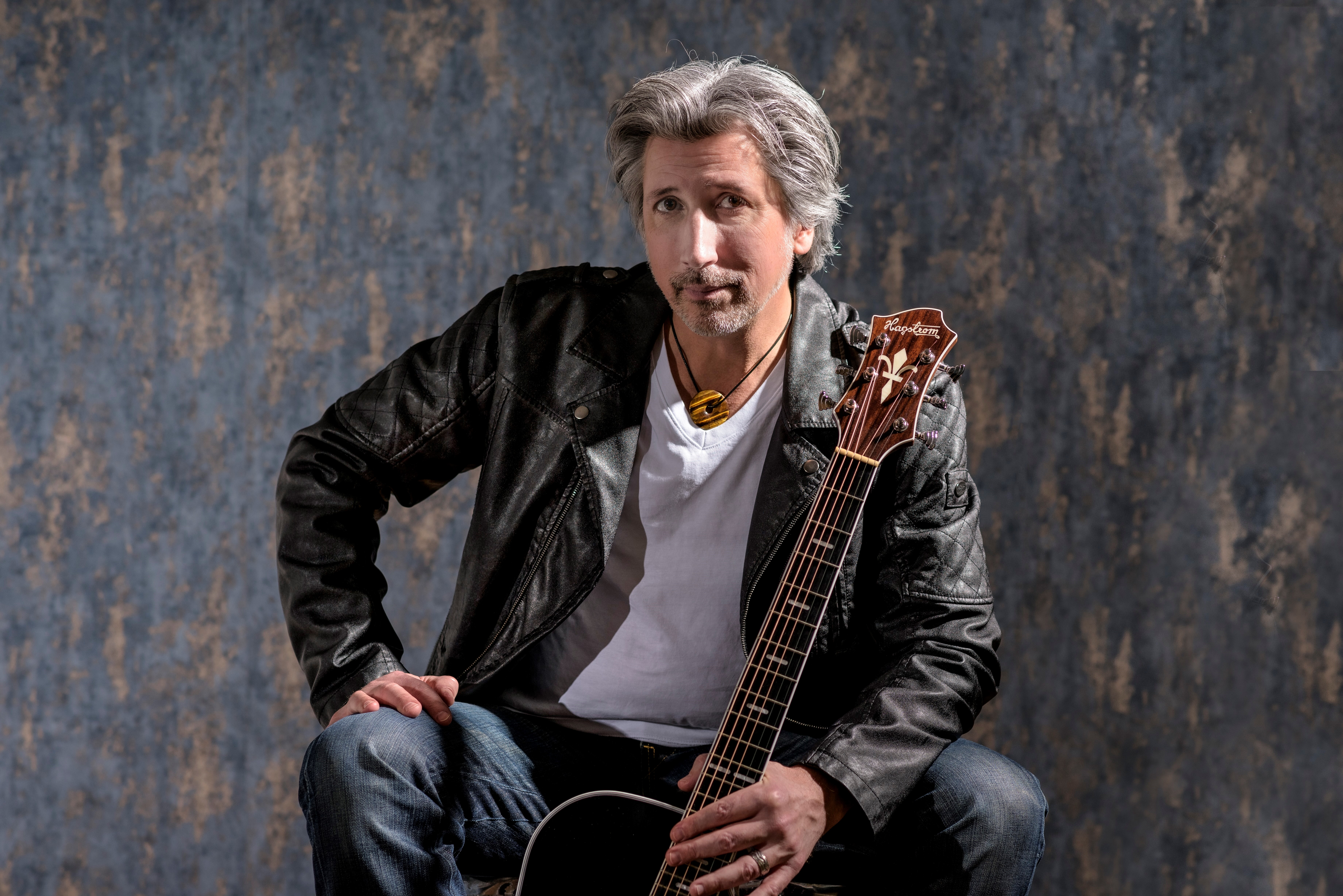
Roger De Win (2024)

Roger De Win (* 18. März 1974; bürgerlich Roger Kuster) ist ein Schweizer Sänger, Komponist und TV-Moderator (Tele Top) aus dem Kanton Thurgau.

## Leben
Mit acht Jahren soll ihm sein Vater eine elektronische Orgel, in der Hoffnung, dass einer der Söhne sich musikalisch begeistern lasse, gekauft haben. Das Gitarrenspiel will er sich in seiner Jugend selbst beigebracht haben.
Von 1990 bis 1995 absolvierte Roger De Win die Pädagogische Maturitätsschule Kreuzlingen (PMS) und schloss dabei sein Musik-Diplom am Klavier ab.
Seine Patentarbeit (Abschlussdiplom) am Lehrerseminar lautete: «Die Fassaden des Musikbusiness». Roger De Win beleuchtete das Musikgeschäft vor und hinter den Kulissen und befragte zu diesem Thema u. a. Stars wie Sheryl Crow, Chris de Burgh oder Sina. Für den praktischen Teil der Diplomarbeit produzierte er seine allererste CD mit eigenen Songs. Die Plattentaufe fand am 26. Mai 1995 mit einem Konzert in der Aula des Lehrerseminars Kreuzlingen statt.
Vier Jahre lang unterrichtete er danach als Grundschullehrer, besuchte später eine Journalistenschule, arbeitete als Radiomoderator und ist bis heute als Unterhaltungs-Journalist tätig.

## Musik

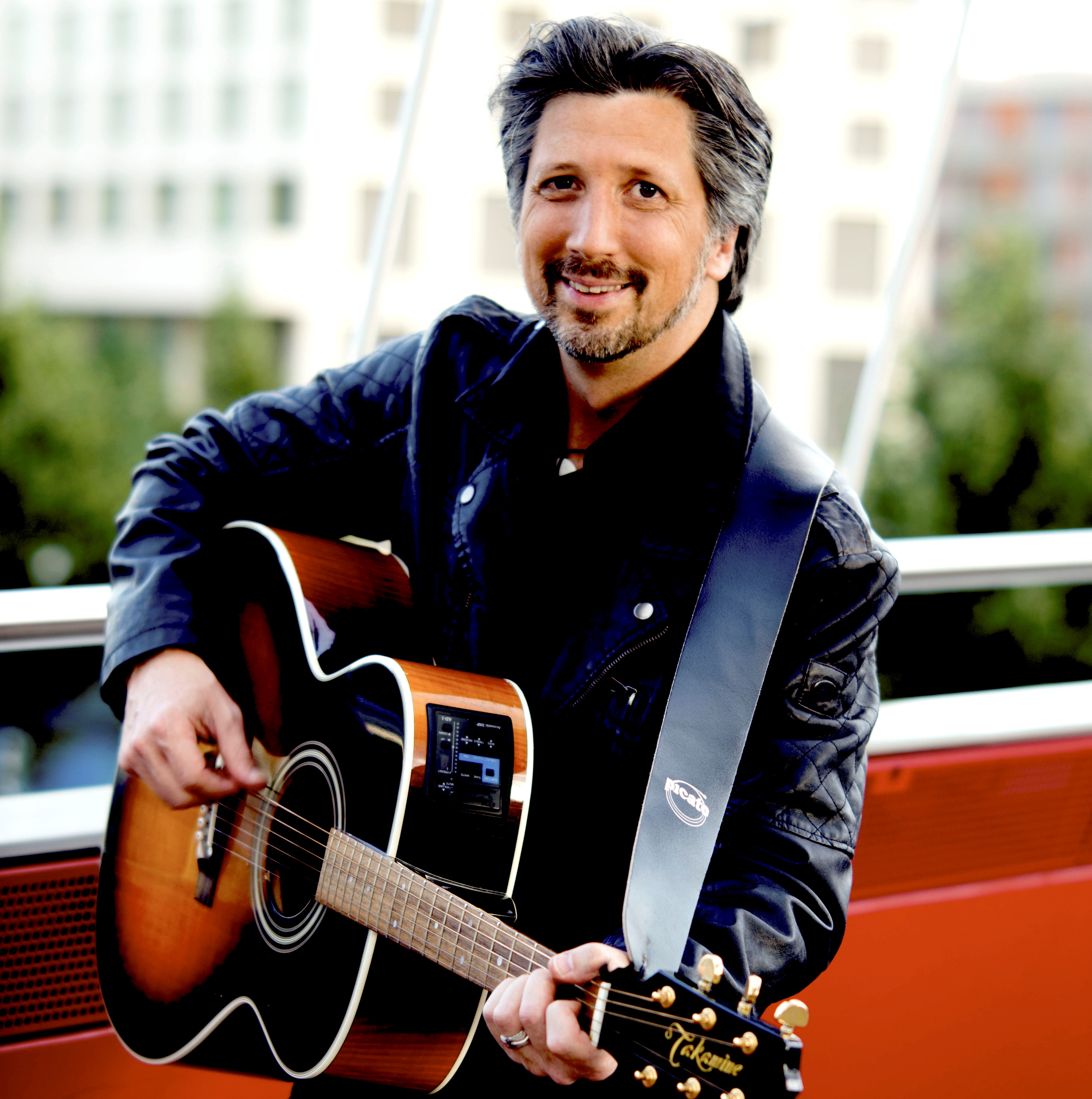
Roger De Win, Singer/Songwriter

Die Musik blieb erst einmal sein Hobby. Er trat an kleinen Events, Partys oder örtlichen Stadtfesten auf und setzte dabei auf englischen Pop/Rock. 2005 lernte er den österreichischen Produzenten Helly Kumpusch kennen, der De Wins Talent erkannte und ihn unter Vertrag nahm. Er bestand darauf, dass Roger De Win künftig in Deutsch singt.
Die erste Single hiess «Lieb mich». Viele Radiostationen nahmen den Song ins Programm auf, auch das Schweizer Fernsehen zeigte Interesse: Am 23. Januar 2006 strahlte SRF 1 im Quiz «Eiger, Mönch und Maier» einen Clip mit dem Titel «Wo ist Marco» aus. Das Publikum musste herausfinden, wo sich Moderator Marco Fritsche befindet. Im Clip wurde fiktiv ein Video zu Roger De Wins «Lieb mich» gedreht. Auf dem weltberühmten Schilthorn.
2008 trat Roger De Win mit dem Titel «Die Frau aus erotischen Träumen» im «Musikantenstadl» auf.
2010 erschien sein Debütalbum «Was wäre wenn». Der Titel «Es ist Sommer» schaffte es in die TV-Show SRF bi de Lüt.
Es folgten grössere Auftritte am Heitere Openair und in der SRF-Sendung Schlagersommer.
2012 erschien sein zweites Album, «Sternenfänger». Darauf auch Lieder mit politischen Botschaften wie «Wohin weht der Wind». Der Titel «Diana» schaffte es in die deutschen Airplay-Charts.
2014 brachte er sein erstes Mundartalbum, «Unglaublich guet», heraus (Thurgauer Dialekt). Erstmals mixte Roger De Win dabei Elemente aus Pop, Rock und Schlager. Nach Erscheinen des Albums stand er nicht mehr nur an Schlager-Events auf der Bühne, er war auch Gast an Rock-Open-Airs oder in TV-Sendungen wie dem «Samschtig-Jass».
2014 wählte ihn die Thurgauer Zeitung auf die Liste der 100 wichtigsten Thurgauer («Who is Who» Kanton Thurgau 2014), das Seenachtsfest/Fantastical Kreuzlingen holte ihn für seine Musikevents als Moderator. Beim Ostschweizer Fernsehsender TELE TOP moderiert er ebenfalls seit 2014 die monatlich laufende Sendung «Schlager-Talk». Seine Songs «S’isch Zit für mi», «Wenn jede Tag zellt» oder «Summer 96» liefen bei Sendern wie Radio Swiss Pop. Das Lied «Shirley» schaffte es in die Eurovisions-TV-Show «Hit auf Hit».
2016 folgte das Album «Wenn Sommer vergehen» - erneut eine Mischung aus Rock, Pop und Schlager. Radio SRF Musikwelle sagte schon früh über ihn: «Er ist einfach gut und steht für gehobenen deutschen Schlager wie Udo Jürgens oder Roland Kaiser».
Später engagierte ihn Radio SRF Musikwelle für die Rubrik «Schlagermosaik», die er seither moderiert: Die Rubrik ist ein kritischer und schlagerhistorischer Blick auf die Branche.

## Privatleben
Privat lebt Roger De Win mit seiner Frau und den zwei Söhnen im thurgauischen Amriswil nahe des Bodensees.

## Werke

### Alben (Auswahl)
- 2010: Was wäre wenn
- 2012: Sternenfänger
- 2014: Unglaublich guet (Thurgauer Dialekt)
- 2016: Wenn Sommer vergehen

### Singles (Auswahl)
- 2008: Die Frau aus erotischen Träumen
- 2012: Diana
- 2014: S’isch Zit für mi
- 2014: Wenn jede Tag zellt
- 2014: Summer 96
- 2016: Das letzte Adieu
- 2020: Unglaublich gut
- 2021: Am Horizont
- 2024: Kompliment, Kompliment
- 2024: I go on

### Videos
- «Das letzte Adieu» - Auftritt im «Samschtig-Jass» (YouTube), Single von 2017
- «Unglaublich gut» (YouTube), Single 2018
- «Wenn du willst, dass ich geh» (YouTube), 2019
- Mundartsingle «Diä unvollendet Symphonie» (YouTube), 2020